# コンラッド・イング
コンラッド・イング（Konrad Ng, Ph.D、呉 加儒、1970年11月15日 - ）とはアメリカ合衆国第44代大統領バラク・オバマの異父妹のマヤ・ソエトロの夫。

## 経歴
イングは中国系マレーシア人の移民の両親の元でカナダで生まれた。彼はハワイ大学の創造的メディアアカデミーの准教授を経て2016年よりシャングリライスラム芸術文化デザイン博物館の事務局長に就任。現在はアメリカ国籍を取得した中国系アメリカ人である。その影響か中国系アメリカ人からの支持があった。2005年には長女Suhaila、2009年には次女Savitaが誕生した。